# La niña de la mochila azul
La niña de la mochila azul es una película de comedia familiar e infantil, drama y aventura mexicana de 1979, escrita y dirigida por Rubén Galindo, y protagonizada por Adalberto Martínez «Resortes», Pedro Fernández, María Rebeca y Mónica Prado.
Ésta es la primera película de Pedrito Fernández como actor infantil (en el papel de Raúl García Palomares), junto a María Rebeca como actriz infantil (en el papel de Amy, la niña de la mochila azul), Mónica Prado (como Elena Palomares, madre de Amy), Resortes (como Andrew, tío de Amy), y la última de Marco Antonio Campos «Viruta» (quien fuera parte del dúo cómico Viruta y Capulina desde los 50). Esta película fue filmada en 1979 y salió al cine el 5 de enero de 1980; fue seguida por una secuela lanzada en 1981, titulada La niña de la mochila azul 2. Televisa realizó una telenovela basada en la película llamada Amy, la niña de la mochila azul, emitida en 2004 y protagonizada por Danna Paola y Joseph Sasson. La dirección del doblaje de los actores para reposición de diálogos corrió a cargo del actor de doblaje Ernesto Casillas.
Esta película es la primera parte de una tetralogía de películas familiares e infantiles protagonizadas por Pedrito Fernández y María Rebeca junto a Resortes, seguida por El oreja rajada (1980), La niña de la mochila azul 2 (1981) y Pánico en la montaña (1989).

## Sinopsis
Amy (María Rebeca) y su amigo Raúl (Pedrito Fernández) viven en un pueblo pesquero del estado de Texas (Estados Unidos). Amy es una niña huérfana y descuidada que le ha tocado sufrir mucho al lado de su tío alcohólico Andrew (Adalberto Martínez «Resortes»), el cual a pesar de todo ha sido una figura paterna. El vicio y las pobres condiciones de vida en las que él tiene a la pequeña Amy, han ocasionado que la justicia quiera separarlos. Un grave accidente en el mar cambiará la vida de Amy, Raúl y Andrew, cuya bondad será la llave para la felicidad de Amy.

## Reparto
- Adalberto Martínez «Resortes» como Andrew, tío de Amy
- Pedro Fernández como Raúl García Palomares
- María Rebeca como Amy
- Mónica Prado como Elena Palomares
- Mario Cid como Fernando Palomares
- Federico Falcón como El Oso
- José Luis Estrada
- Janet Mass
- Irma Lozano
- Marco Antonio Campos «Viruta»